# Małe smoki
Małe smoki (ang. Pocket Dragon Adventures) – amerykański serial animowany wyprodukowany w 1998. W Polsce był wydawany na płytach DVD przez Media Service.

## Fabuła
Przygody zabawnych małych smoczków – Filberta, Zoom-Zooma, Okularnika, Dinky i Przytulaka, które mieszkają z miłym czarodziejem Walterem.

## Obsada (głosy)
- Ian James Corlett jako Filbert
- Jason Gray-Stanford jako Zoom-Zoom
- Samuel Vincent jako Okularnik
- Kathleen Barr jako Scribbles
- Tabitha St. Germain jako Dinky
- Venus Terzo jako Przytulak (seria 1)
- Terry Klassen jako Przytulak (seria 2)
- Christopher Gaze jako czarodziej Walter
- Robert O. Smith jako Sparkles
- Saffron Henderson jako księżniczka Basia Zielonooka
- Garry Chalk jako pan Nigel

## Wersja polska
Wersja polska: GMS RECORDS

Wystąpili:
- Wojciech Machnicki –
  - Filbert,
  - pan Nigel
- Aleksander Gawek – Przytulak
- Zbigniew Kozłowski –
  - Zoom-Zoom,
  - pan Kenneth (odc. Smoki i rycerz)
- Krzysztof Cybiński – Okularnik
- Joanna Domańska – Scribbles
- Bożena Furczyk –
  - Dinky,
  - księżniczka Basia Zielonooka

i inni
Piosenkę czołówkową śpiewał: Krzysztof Cybiński

Lektor: Ireneusz Machnicki

## Spis odcinków
- 01. Smoki i rycerz / Day for Knight
- 02. Sama i nieszczęśliwa / All Alone and Feeling Boo
- 03. Życzenie Zumzuma / Zoom-Zoom's Wish
- 04. Gnome Alone
- 05. Off to Flee the Wizard
- 06. Gwiazdka z nieba / Never Wish Upon a Star
- 07. Zapłać Trollowi / Stop! Pay a Troll
- 08. Łubu-du / Whookerpop
- 09. Wyścig smoków / Speed of Flight
- 10. Pyszne ciasteczka / Just Desserts
- 11. Pomysły konstruktorskie / Science Friction